# Neuenhaus (Thier)
Neuenhaus ist eine Ortschaft in der Gemeinde Wipperfürth im Oberbergischen Kreis im Regierungsbezirk Köln in Nordrhein-Westfalen (Deutschland).

## Lage und Beschreibung
Neuenhaus liegt im Südwesten von Wipperfürth nahe der Grenze zu Kürten. Nachbarorte sind Hembach, Ommerborn und Hollinden.
Der Ort gehört zum Gemeindewahlbezirk 150 und damit zum Ortsteil Thier.
Im Ort entspringt ein Nebengewässer des in die Kürtener Sülz mündenden Olpebaches.

## Geschichte
1548 wurde der Ort erstmals urkundlich erwähnt. tho dem neyn Hus wird in den Listen der bergischen Spann- und Schüppendienste genannt. Die Karte Topographia Ducatus Montani aus dem Jahre 1715 zeigt einen Hof und bezeichnet diese mit Neuehus. Die Topographische Aufnahme der Rheinlande von 1824 zeigt auf umgrenztem Hofraum sieben getrennt voneinander liegende Grundrisse. Die Ortsbezeichnung lautet ab dieser Karte Neuenhaus.
Im Bereich der Ortschaft stehen zwei Wegekreuze. Ein hölzernes Kreuz erinnert an die in den Jahren 1863 und 1930 in Thier abgehaltenen Volksmissionen. Aus dem Jahr 1956 stammt ein steinernes Gedenkkreuz ohne Kruzifix.

## Wanderwege
Der vom SGV ausgeschilderte Rundwanderweg A1, der Kürtener Rundweg und der Hauptwanderweg X19 Schlösserweg führen durch den Ort.

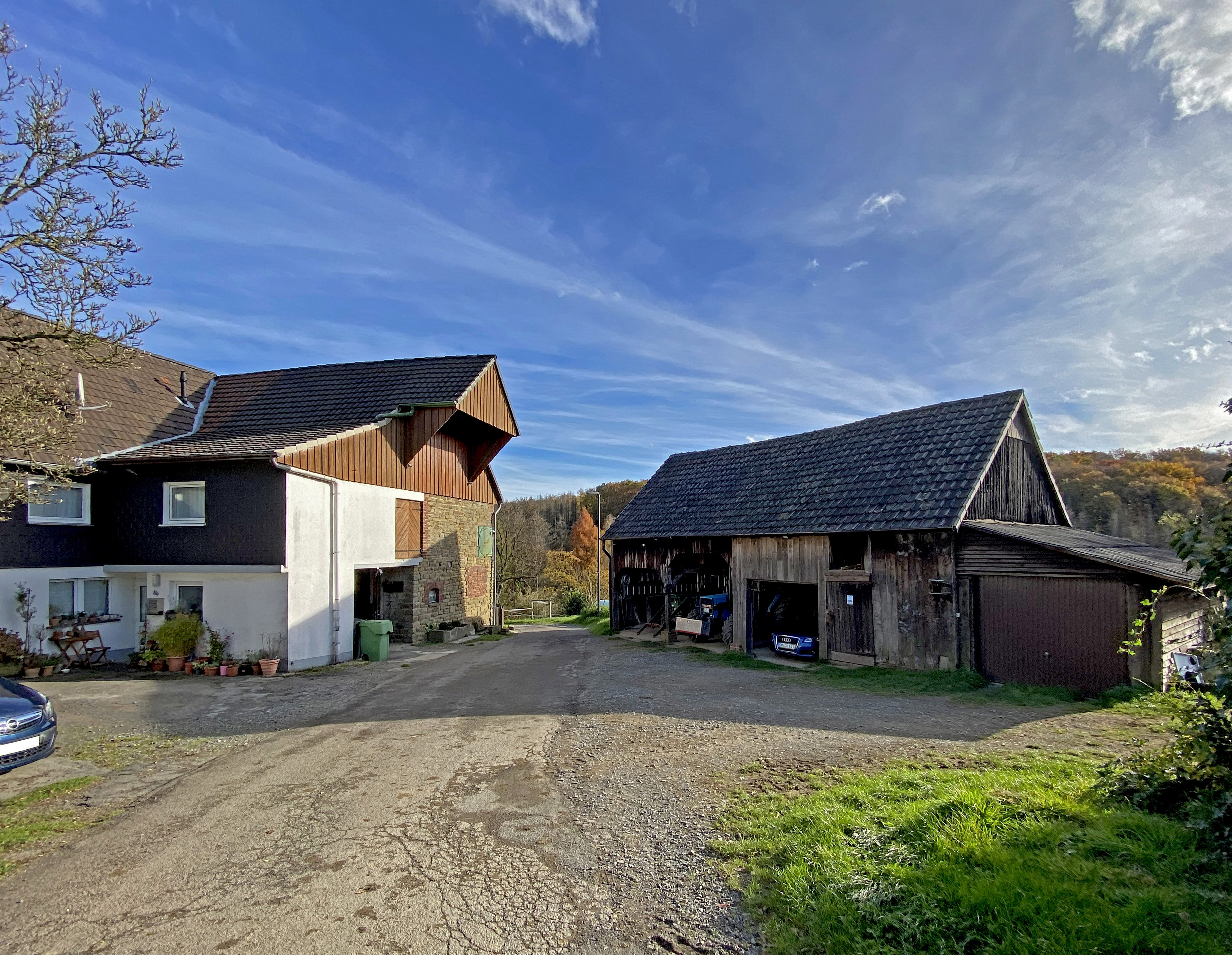
Hof in Neuenhaus
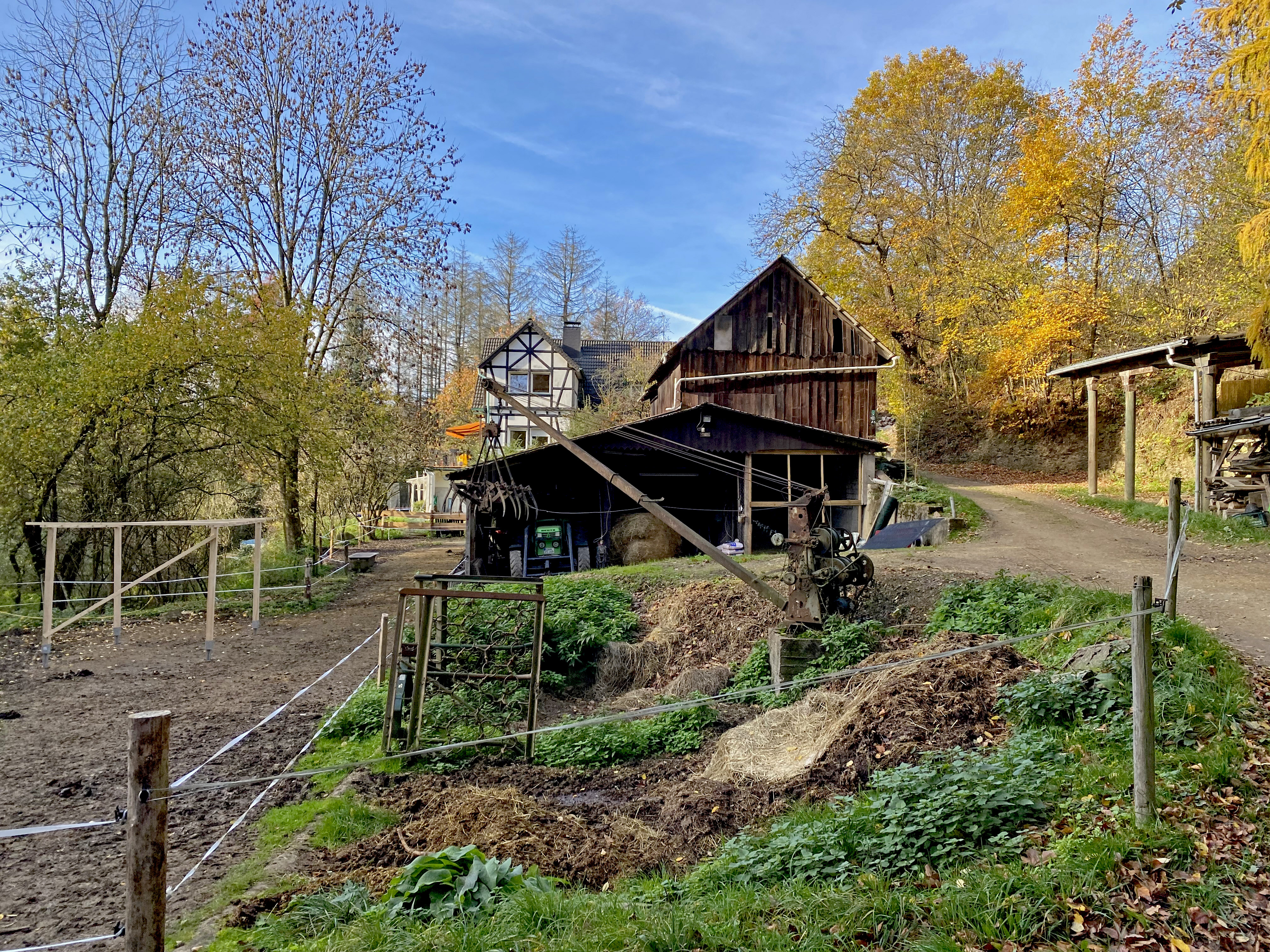
Landwirtschaft in Neuenhaus